# Encomium (álbum)
Encomium: A Tribute to Led Zeppelin es un disco tributo, interpretado por varios artistas, dedicado a Led Zeppelin, publicado por Atlantic Records el 28 de marzo de 1995.

## Listado de pistas
1. "Misty Mountain Hop" (Page/Plant/Jones), por 4 Non Blondes
2. "Hey Hey What Can I Do" (Page/Plant/Jones), por Hootie & the Blowfish
3. "D'yer Mak'er" (Page/Plant/Jones/Bonham), por Sheryl Crow
4. "Dancing Days" (Page/Plant), por Stone Temple Pilots
5. "Tangerine" (Page), por Big Head Todd & the Monsters
6. "Thank You" (Page/Plant), por Duran Duran
7. "Out on the Tiles" (Page/Plant/Bonham), por Blind Melon
8. "Good Times, Bad Times" (Page/Jones/Bonham), por Cracker
9. "Custard Pie" (Page/Plant), por Helmet con David Yow (de the Jesus Lizard)
10. "Four Sticks" (Page/Plant), por Rollins Band
11. "Going to California" (Page/Plant), por Never the Bride
12. "Down by the Seaside" (Page/Plant), por Tori Amos con Robert Plant

Todas las canciones fueron producidas por Jolene Cherry, Bill Curbishley, y Kevin Williamson.
En la versión latina, se incluye "Fool in the rain" por Maná.
- Datos: Q2082949